# Liste des ambassadeurs de France à Antigua-et-Barbuda
La représentation diplomatique de la République française à Antigua-et-Barbuda est située à l'ambassade de France à Castries, capitale de Sainte-Lucie, et son ambassadeur est, depuis 2022, Francis Étienne.

## Représentation diplomatique de la France
Auparavant dépendance du Royaume-Uni, l'État d'Antigua-et-Barbuda devient indépendant le 1er novembre 1981 et entre au Commonwealth. La France nomme son premier ambassadeur le 14 mai 1982, dans le cadre des relations diplomatiques avec l'Organisation des États de la Caraïbe orientale, devenant le 5e pays à entretenir des relations diplomatiques avec Antigua-et-Barbuda, après la Corée du Sud, les États-Unis, le Brésil, la Colombie et l'Allemagne

## Ambassadeurs de France à Antigua-et-Barbuda
| De   | À    | Ambassadeur                 | Résidence      |
| ---- | ---- | --------------------------- | -------------- |
| 1982 | 1982 | René de Choiseul-Praslin    | Port-d'Espagne |
| 1982 | 1984 | Françoise Claude-Lafontaine | Port-d'Espagne |
| 1984 | 1987 | Gilbert Bochet              | Castries       |
| 1987 | 1990 | René Bucco-Riboulat         | Castries       |
| 1990 | 1992 | Jean-Paul Schricke          | Castries       |
| 1992 | 1996 | Sylvie Alvarez              | Castries       |
| 1996 | 1998 | Hélène Dubois               | Castries       |
| 1998 | 2000 | Claude Losguardi            | Castries       |
| 2000 | 2003 | Henri Vidal                 | Castries       |
| 2003 | 2007 | Bernard Venzo               | Castries       |
| 2007 | 2009 | Michèle Sauteraud           | Castries       |
| 2009 | 2013 | Michel Prom                 | Castries       |
| 2013 | 2016 | Éric de La Moussaye         | Castries       |
| 2016 | 2020 | Philippe Ardanaz            | Castries       |
| 2020 | 2022 | Jacques-Henry Heuls         | Castries       |
| 2022 | auj. | Francis Étienne             | Castries       |

## Consulats
Antigua-et-Barbuda dépend de la circonscription consulaire de Sainte-Lucie. La section consulaire est située à Castries, la capitale de Sainte-Lucie, mais il existe un consul honoraire exerçant à Saint-John (Antigua-et-Barbuda) : Florence Suttie-Senot.

### Circonscriptions électorales
Pour l'élection à l'Assemblée des Français de l'étranger, Antigua-et-Barbuda, la Dominique, la Grenade, Saint-Christophe-et-Niévès, Sainte-Lucie et Saint-Vincent-et-les-Grenadines appartiennent à la circonscription électorale de Port-au-Prince comprenant aussi les Bahamas, la Barbade, Cuba, la République dominicaine, Haïti, la Jamaïque et Trinité-et-Tobago (1 siège).
Pour l'élection des députés des Français de l’étranger, Antigua-et-Barbuda, la Dominique, la Grenade, Saint-Christophe-et-Niévès, Sainte-Lucie et Saint-Vincent-et-les-Grenadines dépendent de la 2e circonscription.